# رولاند کوستولسکی
رولاند کوستولسکی (انگلیسی: Roland Kostulski؛ زادهٔ ۱۳ ژوئن ۱۹۵۳) قایقران روئینگ اهل آلمان بود.
وی در مسابقات کشوری و بین‌المللی در مجموع برندهٔ ۲ مدال طلا شده‌است.